# Thistlegorm (schip, 1940)

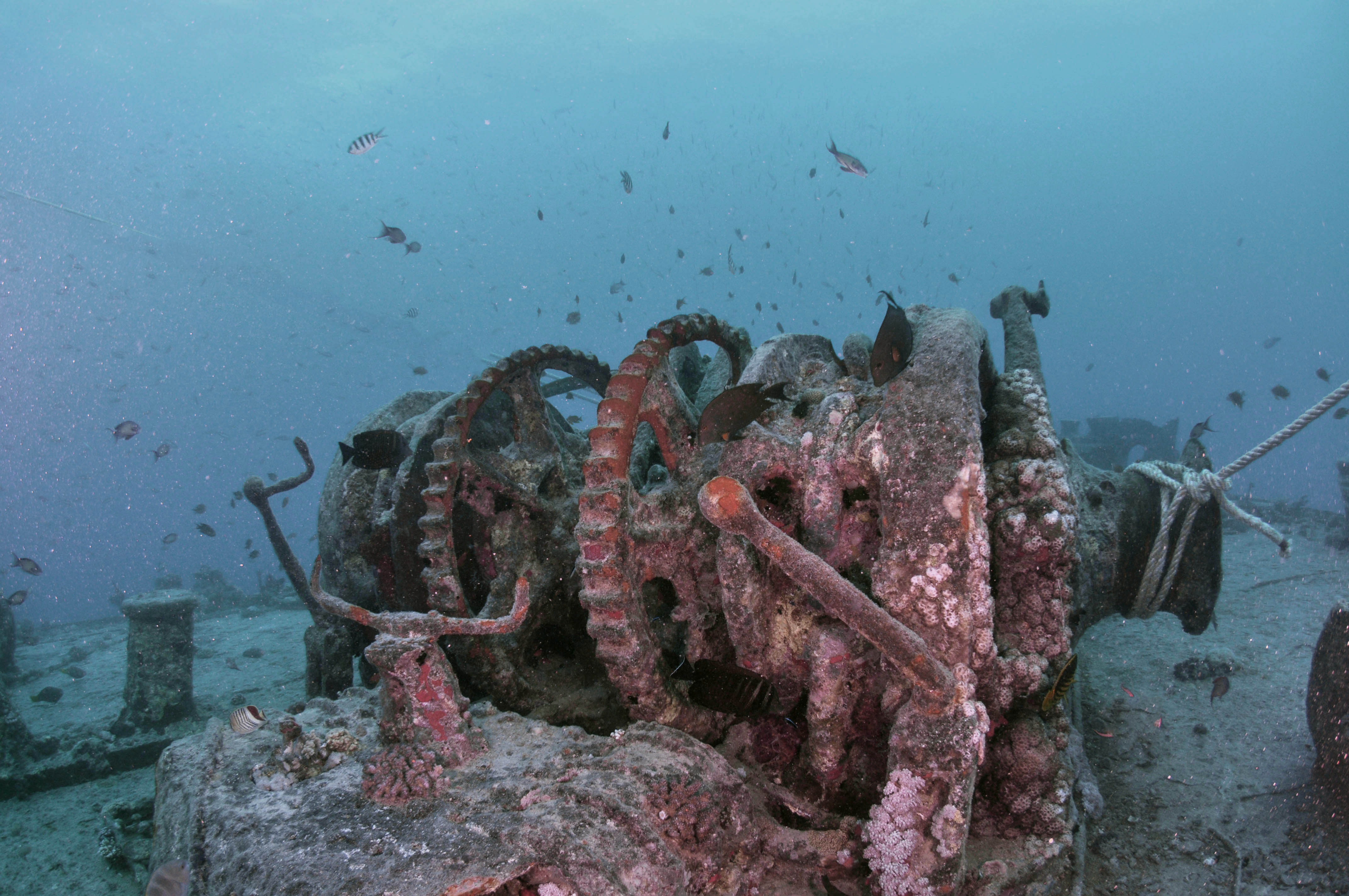
Ankerlier van de Thistlegorm

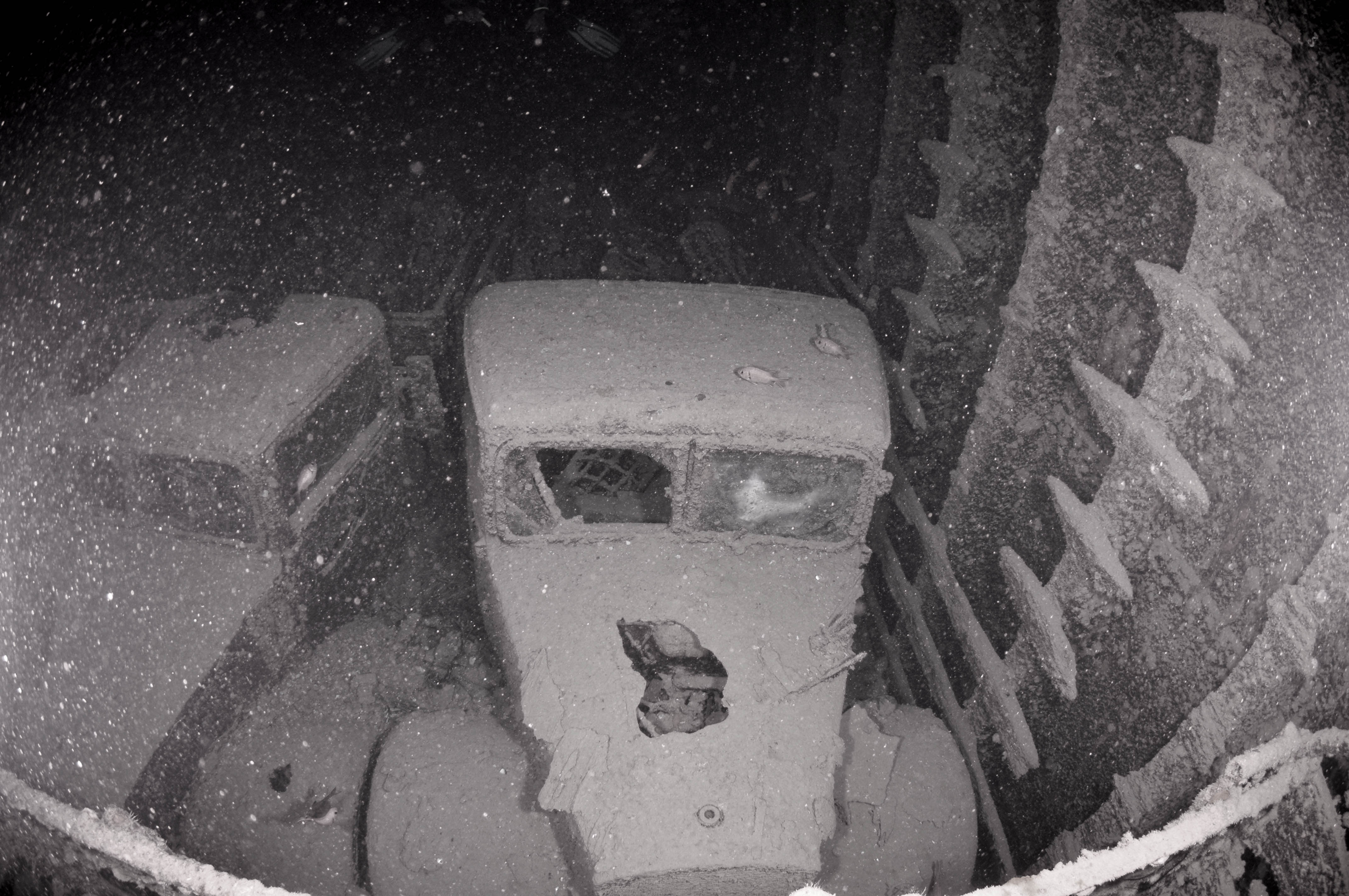
Vrachtwagen in het wrak van de Thistlegorm

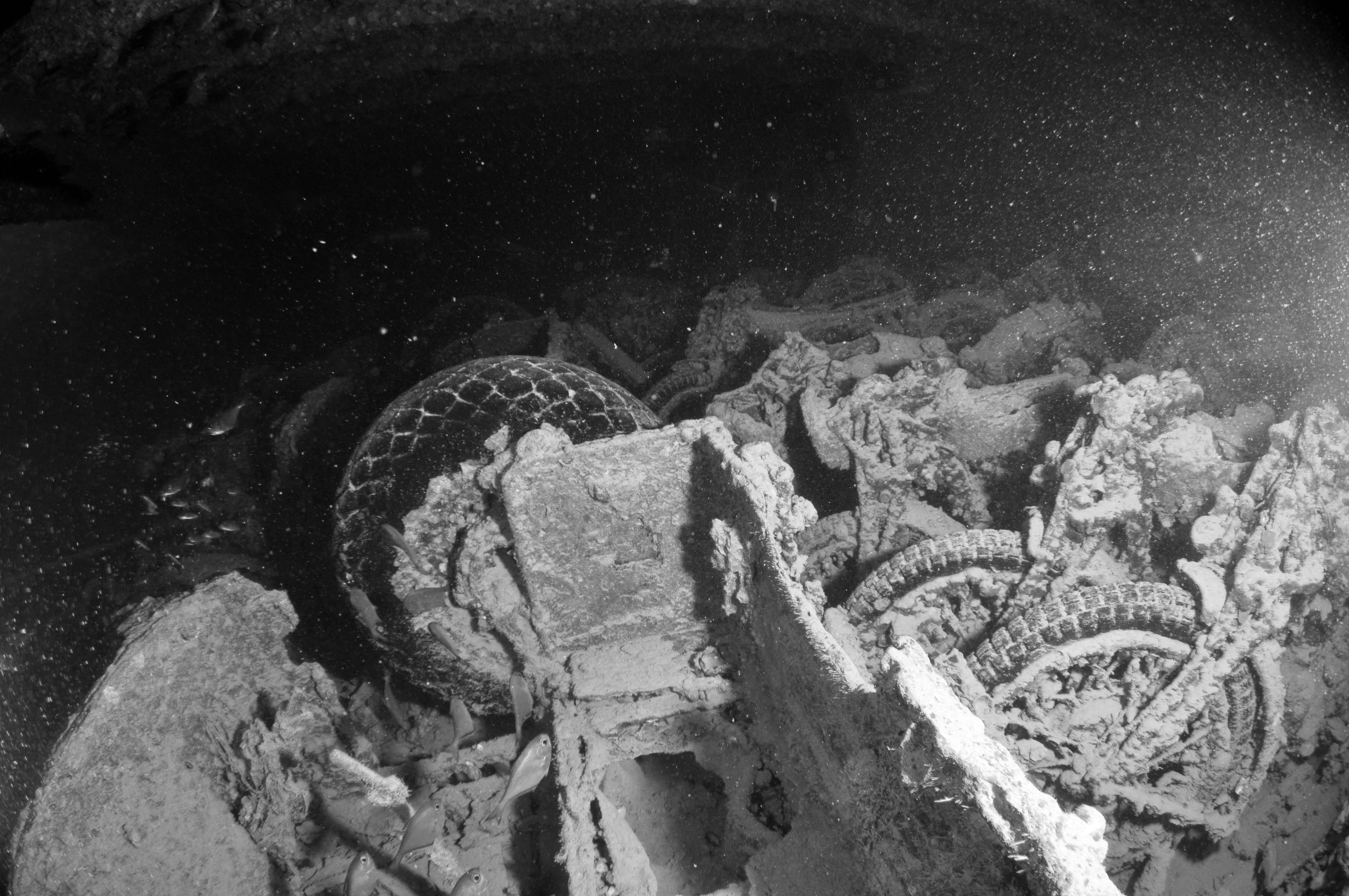
Motorfietsen in het wrak van de Thistlegorm

Het SS Thistlegorm was een Brits schip, gebouwd in 1940, dat op 6 oktober 1941 zonk in de Rode Zee nadat het schip gebombardeerd werd door twee Duitse Heinkel He 111-bommenwerpers.

## Ondergang
Op 2 juni 1941 vertrok het schip vanuit Glasgow geladen met oorlogsmaterieel met bestemming Alexandrië. De Middellandse Zee was te gevaarlijk en het schip voer via Kaap de Goede Hoop naar Suez. In oktober 1941 lag het schip voor anker te wachten op een veilige doorgang naar Suez. De doorgang naar het Suezkanaal was versperd doordat er een schip op een zeemijn gelopen was. Duitse jagers waren in het gebied op zoek naar de Queen Mary, die troepen vervoerde voor het Afrikaans front in de woestijn. De Queen Mary werd niet gevonden maar op de terugweg wel het SS Thistlegorm.
Hierop werden de bommen als ballastlozing gedropt. De explosie was immens. Twee voltreffers in het munitielaadruim 4 zorgden ervoor dat beide locomotieven van het schip werden geslingerd. Deze liggen nog altijd op de bodem op zo'n 50 meter van het schip. De explosie was zo fel dat alle schepen in de omgeving werden opgemerkt door de Duitse jagers. Het gevolg hiervan was dat het bevoorradingsschip de Rosalie Moller ook ontdekt werd en dit schip werd de volgende dag tot zinken gebracht.
Van de 39 bemanningsleden van de Thistlegorm werden er negen gedood, dit zijn:
- Arthur Cain – 26 jaar
- Archibald Gethin – 19 jaar
- Alfred Oswald Kean – 68 jaar
- Donald Masterson – 32 jaar
- Joseph Munro Rolfe – 17 jaar
- Kahil Sakando – 49 jaar
- Christopher Todds – 25 jaar
- Alexander Neil Brian Watt – 21 jaar
- Thomas Woolaghan – 24 jaar

De lichte kruiser HMS Carlisle pikte de overlevenden op.

## Duikwrak
Het is een van de bekendste wrakken in de Rode Zee en het wordt veel bezocht door duikers. Er wordt veel naar het wrak gedoken vanuit Sharm el-Sheikh. In het wrak bevindt zich allerlei legervervoersmateriaal, zoals vrachtwagens, BSA motorfietsen en een locomotief.
Het wrak werd in de jaren vijftig al eens opgemerkt door lokale vissers en uiteindelijk in 1958 herontdekt door Jacques Cousteau samen met National Geographic.
In de film A Silent world wordt deze ontdekking nogmaals nagespeeld en voor het eerst zichtbaar voor niet-duikers.